# Saint-Germain (Vienne)
Saint-Germain település Franciaországban, Vienne megyében. Lakosainak száma 883 fő (2022. január 1.). Saint-Germain Ingrandes, Mérigny, Antigny, Béthines, Nalliers és Saint-Savin községekkel határos.

## Népesség
A település népessége az elmúlt években az alábbi módon változott:
| Lakosok száma | 964  | 941  | 963  | 928  | 922  | 915  | 904  | 892  | 883  |
|               | 2013 | 2015 | 2016 | 2017 | 2018 | 2019 | 2020 | 2021 | 2022 |